# Броуд

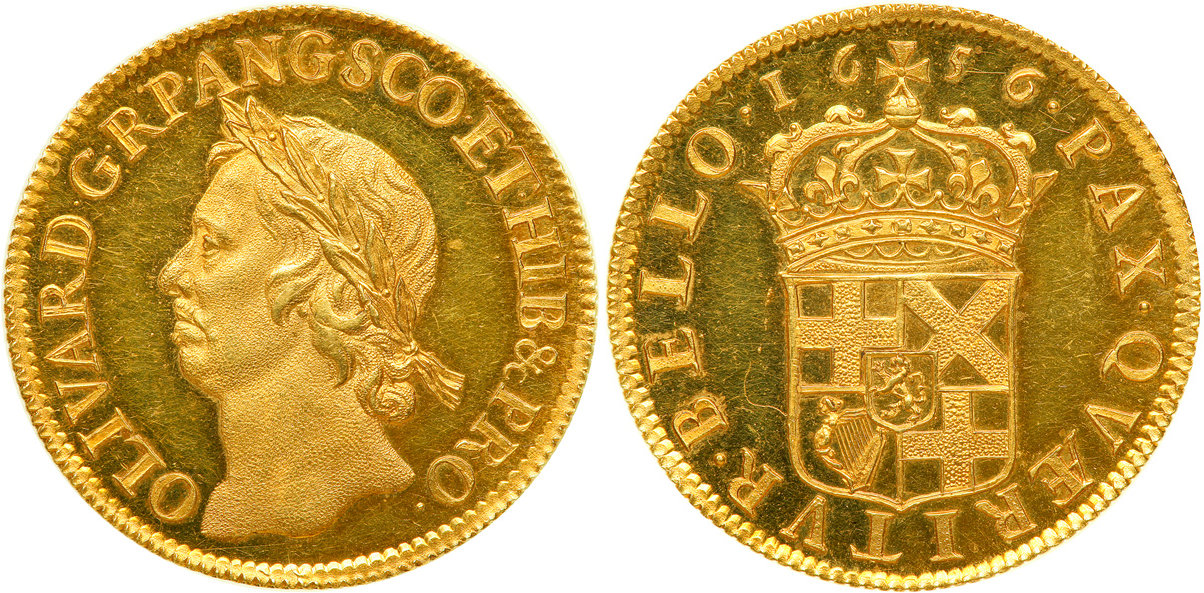
Броуд, 1656

Броуд или Брод (англ. Broad) — английская золотая монета, отчеканенная во времена Английского содружества в 1656 году. Монета диаметром 29—30 миллиметров имеет вес 9—9,1 грамма золота и равнялась 20 серебряным шиллингам.
Разработчиком монеты выступил известный британский медальер Томас Саймон. На аверсе монеты помещено изображение лорда-протектора Английского содружества Оливера Кромвеля. На легенде монеты надпись на латыни с сокращениями «OLIVAR D G R P ANG SCO HIB &c PRO» что означает «Оливер, Божьей милостью, защитник Английской республики, Шотландии, Ирландии и других». На реверсе монеты изображён гербовый щит содружества, который венчает корона. Вверху обозначен год чеканки монеты. По окружности расположена надпись на латыни «PAX QVAERITVR BELLO», что в переводе означает «Мир достигается войной».
Данная монета чеканилась только один год и представляет большую историческую и коллекционную ценность, стоимость монеты в состоянии VF-XF на британском рынке колеблется в диапазоне от 3500 до 6000 фунтов стерлингов. Некоторые исследователи считают, что монета не поступила в реальное денежное обращение и осталась пробной, однако некоторая часть этих монет встречается со значительными следами обращения.
Известна также чрезвычайно редкая монета пьедфорт, отчеканенная теми же штемпелями, что и обычная монета, но с увеличенным в 2,5 раза весом. Данный вариант монеты равнялся, соответственно, 50 серебряным шиллингам.
Одна из монет с номиналом броуд является первой монетой, отчеканенной по технологии пруф, на аукционе такая монета была продана за 60 000 долларов.